# Olivier Custodio
Olivier Custodio Da Costa, né le 10 février 1995 à Montreux (Suisse), est un footballeur suisse, qui évolue au poste de milieu de terrain au Lausanne-Sport.

## Biographie

### Carrière en club

#### FC Lausanne-Sport (2013-2017)
Le 31 août 2013, Olivier Custodio fait ses débuts professionnels avec le FC Lausanne-Sport face au FC Thoune dans le cadre de la Super League 2013-2014 en remplaçant Salim Khelifi à la 61e minute (défaite 4-1 à la Stockhorn Arena).

#### FC Lucerne (2017-2019)
Le 30 juin 2017, il signe pour quatre ans au FC Lucerne.

### Carrière en sélection
Olivier Custodio joue un match avec l'équipe de suisse espoirs face à l'Angleterre (défaite 3-1).